# 4-й повітряний флот (Третій Рейх)
4-й пові́тряний флот (нім. Luftflotte 4) — повітряний флот Люфтваффе, одне з основних оперативно-стратегічних об'єднань військової авіації Німеччини в роки Другої світової війни.

## Історія
Створений 18 березня 1939 року у Відні, на базі територіального командування чеської та австрійської авіації. Розформований 21 квітня 1945.

## Командування

### Командири
- генерал-полковник Александер Лер (нім. Alexander Löhr) (18 березня 1939 — 20 липня 1942);
- генерал-фельдмаршал Вольфрам фон Ріхтгофен (нім. Wolfram Freiherr von Richthofen) (20 липня 1942 — 4 вересня 1943);
- генерал-полковник Отто Десслох (нім. Otto Deßloch) (4 вересня 1943 — 17 серпня 1944);
- генерал-лейтенант Александер Голле (нім. Alexander Holle) (25 серпня 1944 — 27 вересня 1944);
- генерал-полковник Отто Десслох (нім. Otto Deßloch) (28 вересня 1944 — 27 квітня 1945);
- генерал авіації Пауль Дайхманн (нім. Paul Deichmann) (28 квітня — 8 травня 1945).

## Абревіатури та скорочення
- FAGr = Fernaufklärungsgruppe = літак-розвідник.
  - Gruppe = ескадра
- JG = Jagdgeschwader = винищувач
  - Geschwader = аналог групи в Королівських ВПС Великої Британії
- KG = Kampfgeschwader = бомбардувальник
- KG zbV = Kampfgeschwader zur besonderen Verwendung = військово-транспортний літак, пізніше — TG
- NAGr = Nahaufklärungsgruppe = літак зв'язку
- NASt = Nahaufklärungsstaffel = літак зв'язку
  - Staffel = аналог ескадрильї у ВПС Великої Британії
- NSGr = Nachtschlachtgruppe = нічний штурмовик
- SAGr = Seeaufklärungsgruppe = бомбардувальник, що патрулює
- SG = Schlachtgeschwader = штурмовик
- TG = Transportgeschwader= військово-транспортний літак